# Catedral de Nuestra Señora del Carmen (Formosa)
La Iglesia Catedral de Nuestra Señora del Carmen se encuentra ubicada en la ciudad de Formosa, Argentina. Pertenece a la diócesis de Formosa.

## Historia del templo

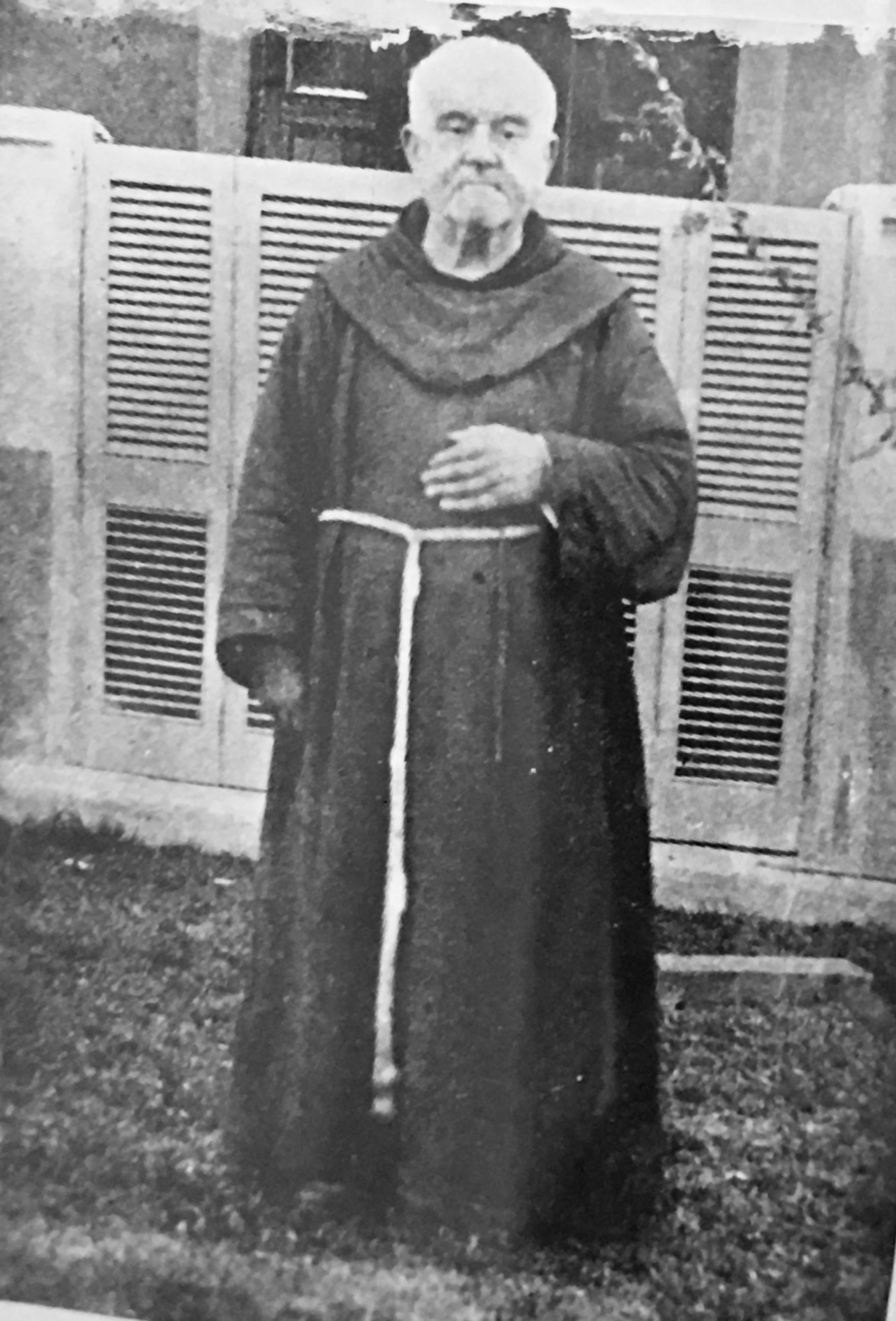
Fotografía del Padre Fray Gabriel Grotti en 1898 aprox.

El 10 de julio de 1879 llega el barco "El Resguardo". En su cúpula había imágenes de la Virgen del Carmen y San Miguel Arcángel. Desde el primer momento, la imagen de la Virgen del Carmen, traída desde Villa Occidental, estuvo en el nuevo pueblo de Formosa. A consecuencia del fervor popular se le da el nombre de “Nuestra Señora del Carmen” a un pequeño y precario santuario construido a orillas del río Paraguay. El padre Lynch y Cabrera celebraban la Misa y predicaban debajo de un árbol, debido a que no poseían un templo para albergar a una determinada cantidad de personas.
Un año más tarde, en el 1880, el Santuario fue trasladado a una capilla provisoria, un pobre rancho, sin puertas ni ventanas ni bancos, desaliñado y sucio, pues los animales lo utilizaban como refugio. Según cuentan antiguos pobladores, en 1948 aún se encontraban los restos de esa capilla en donde hoy está la Jefatura de Policía de la Provincia (Saavedra y Moreno).
En 1896, el nuevo Templo (Av. 25 de mayo y Moreno) comenzó a ser construido. Aún el terreno no había sido pagado pero el propietario, Manuel Martini, autorizó el inicio de las obras.
En 1898, el Padre Gabriel Grotti, bendice las nuevas instalaciones aún inconclusas del nuevo templo.
En marzo de 1899, el templo era habilitado: “solo para decir Misas los días festivos”. Los diferentes sacramentos eran administrados en la vieja capilla de los padres franciscanos que estaba ubicada en las calles Belgrano y Pringles.
En 1901, el obispo de Santa Fe, monseñor Juan Boneo, confirmó canónicamente la Parroquia Nuestra Señora del Carmen. Formosa, pertenecía en ese entonces a la Diócesis de Santa Fe.
En 1912, se clausura definitivamente la antigua capilla de palmas y barro, para realizar todas las actividades religiosas en el "nuevo templo".
Entre los años 1927–1928, considerando que la nueva iglesia aún no estaba terminada totalmente. El padre Bilbao, proyecta ampliar el edificio: 10 m de largo por 10 m de ancho, más el frente que incluía la construcción de las dos torres. Los trabajos no pudieron terminarse por falta de fondos y permanecieron inconclusos hasta el año 1947.

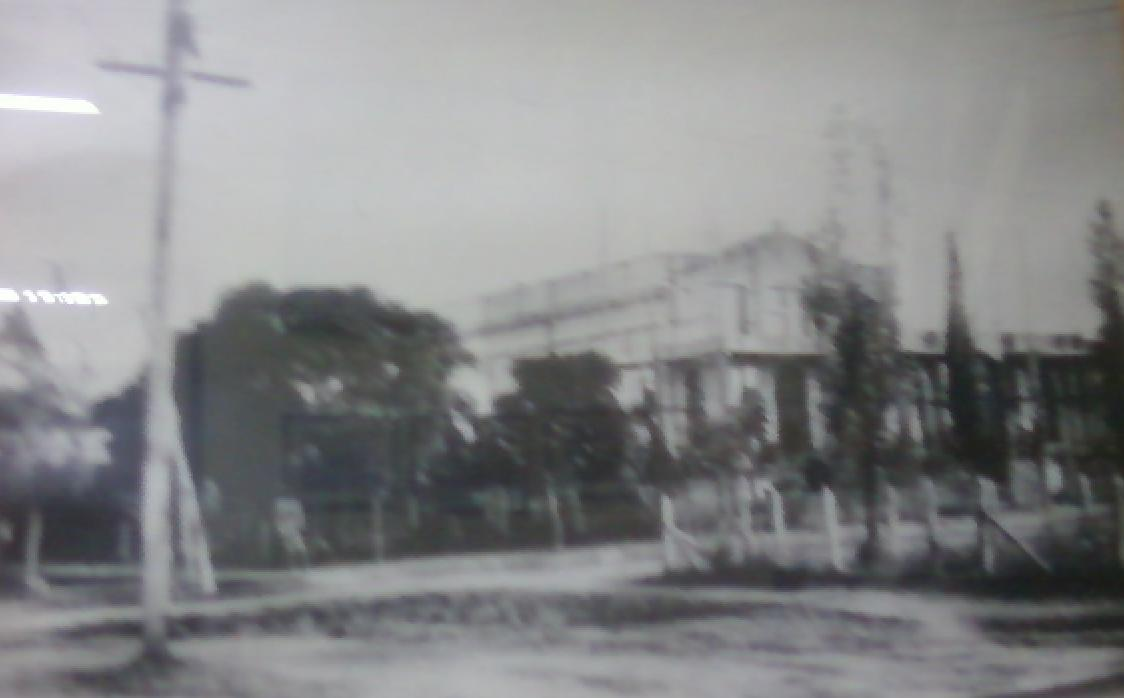
El templo en el año de 1929

En septiembre de 1947, se reúne la Acción Católica y se conforma la comisión Pro-Templo, que inicia las postergadas obras de ampliación y refacción. En agosto de 1948, quedó bendecida la piedra fundamental del nuevo santuario. Al año siguiente (1949), fueron bendecidos los primeros trabajos.
En noviembre de 1954, fue inaugurado el nuevo Santuario de la Virgen del Carmen.
En mayo de 1964, se iniciaron las remodelaciones del frente y de las torres del templo. En 1966, fueron concluidas las obras de lo que hoy es la Iglesia Catedral Nuestra Señora del Carmen. Las obras fueron bendecidas por el obispo de la diócesis de Formosa, monseñor Pacífico Scozzina.
En 1997, los padres franciscanos entregan la Iglesia Catedral Nuestra Señora del Carmen al clero diocesano.
El templo bendecido en 1898, había quedado dentro del "nuevo" y luego fue demolido.
Debido a los deterioros que el Templo mostraba y a la falta de recursos económicos, en 2006, el Gobierno provincial se encargó de la refacción total de la Iglesia: se reacondicionaron las torres, se mejoró el cielorraso, se cambió la iluminación y se pintó totalmente tanto la fachada como el interior. Al acondicionarse los campanarios de las torres en 2007, las campanas volvieron a tocar, ya que hacía más de 15 años que no lo hacían debido al inminente peligro de derrumbe.
Las obras concluidas fueron entregadas en 2008.
También con las nuevas refacciones, el gran vitral redondo de la fachada fue restaurado por el artesano vitralista Luciano Durante. La obra, de 2.85 m de diámetro, está realizada en su totalidad de vidrio importado.'
La bendita imagen de nuestra señora del Carmen mide 1 m de altura y, según los especialistas, es de origen francés. La imagen fue coronada canónicamente con rango pontificio el 16 de julio de 1966, como patrona de todo el territorio provincial de la ciudad capital y de la diócesis de Formosa.